# 穆拉斯
穆拉斯，是西班牙加利西亚自治区卢戈省的一个市镇。 总面积164平方公里，总人口1044人（2001年），人口密度6人/平方公里。